# Isturgia
Genre
Isturgia est un genre de Lépidoptères de la famille des Geometridae.

## Systématique
Le genre Isturgia est décrit en 1823 par l'entomologiste bavarois Jacob Hübner, pour l'espèce type Isturgia conspicuaria.
Isturgia a pour synonymes :
- Bichroma Gumppenberg, 1887
- Dichroma Gumppenberg, 1887
- Enconista Lederer, 1853
- Histurgia Agassiz, 1847
- Tephrina Guenee, 1845

## Liste des espèces

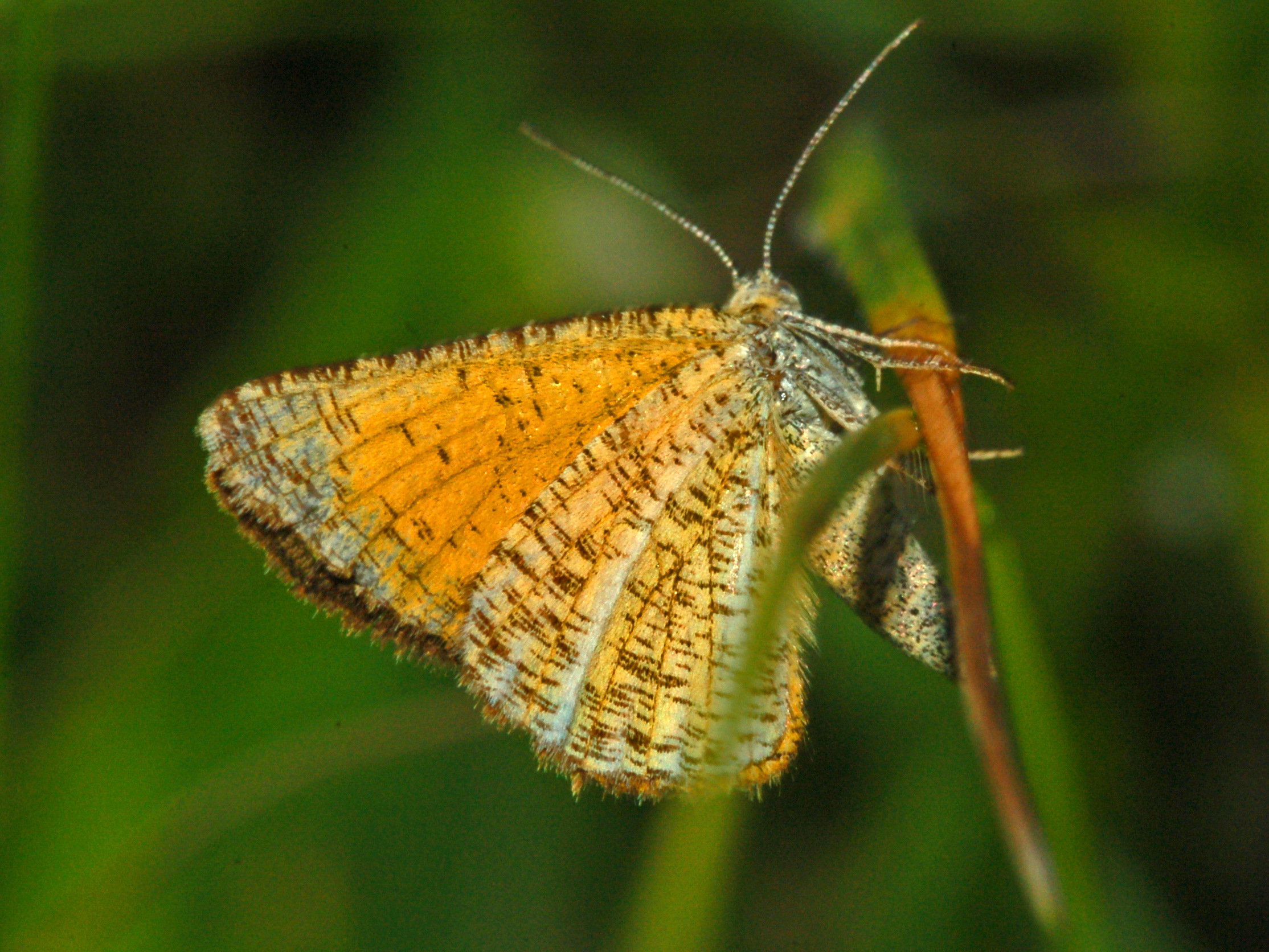
Isturgia limbaria.
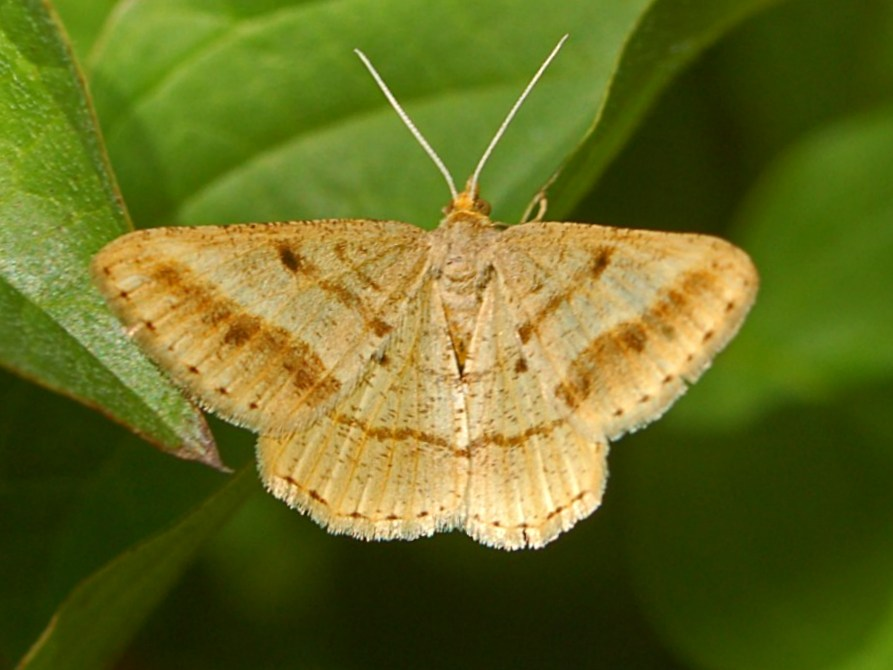
Isturgia arenacearia.
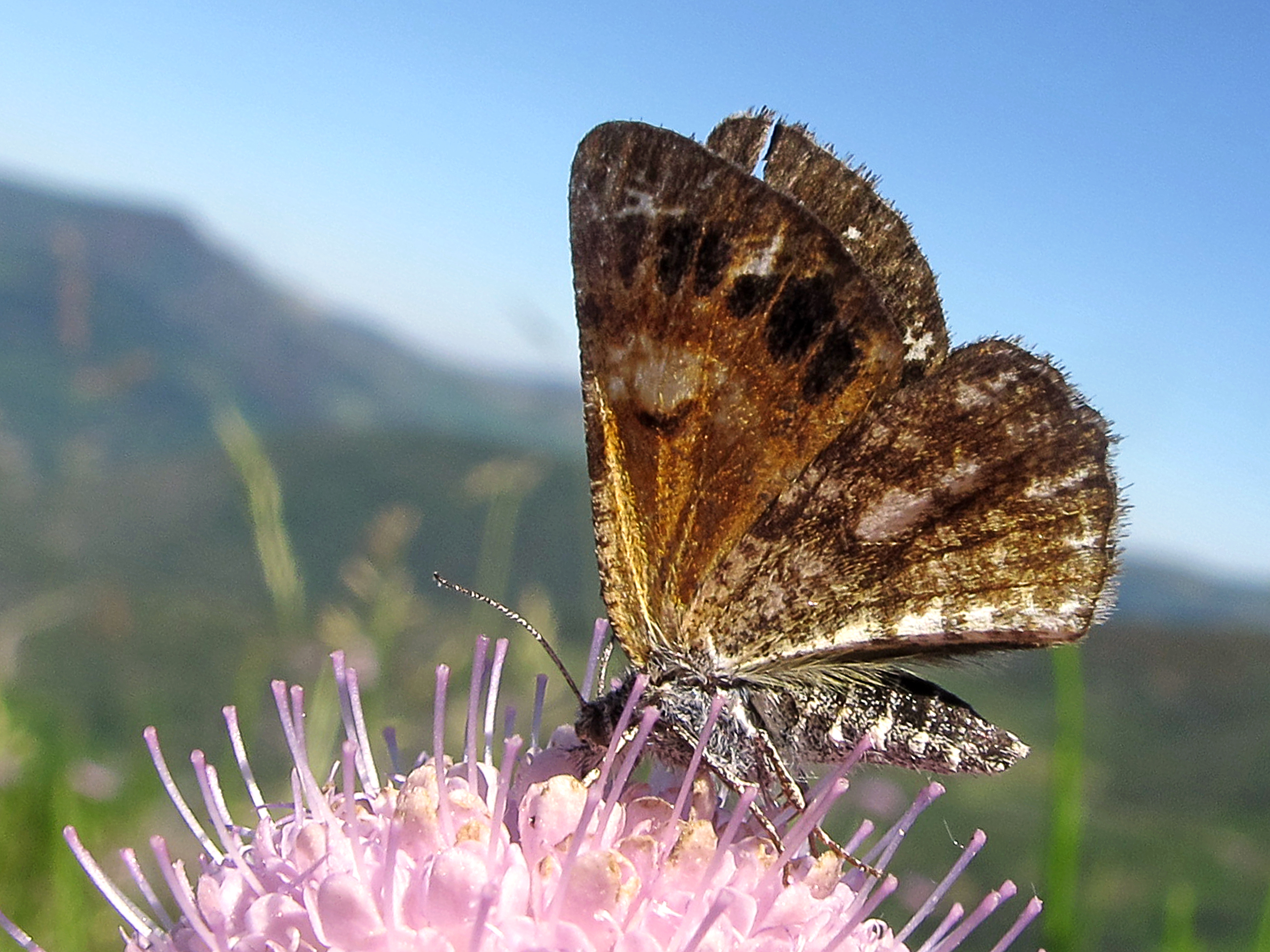
Isturgia famula.
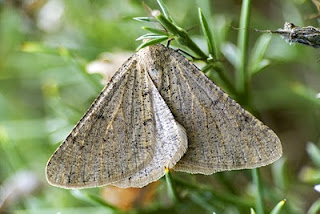
Isturgia miniosaria.

Selon GBIF (27 juin 2022) :
- Isturgia albogrisea Krüger, 2001
- Isturgia arenacearia (Denis & Schiffermüller, 1775)
- Isturgia arizela (Fletcher D.S., 1978)
- Isturgia arizeloides Krüger, 2001
- Isturgia assimilaria (Rambur, 1833)
- Isturgia averyi Viette, 1980
- Isturgia berytaria (Staudinger, 1892)
- Isturgia catalaunaria (Guenee, 1858)
- Isturgia comorensis Krüger, 2001
- Isturgia cretacea Staudinger, 1892
- Isturgia disputaria (Guenee, 1858)
- Isturgia dukuduku Krüger, 2001
- Isturgia famula (Esper, 1787)
- Isturgia focularia Geyer, 1837
- Isturgia griveaudi Krüger, 2001
- Isturgia hopfferaria
- Isturgia inaequivirgaria (Mabille, 1890)
- Isturgia kiellandi Krüger, 2001
- Isturgia limbaria (Fabricius, 1775)
- Isturgia megasaccus Krüger, 2001
- Isturgia miniosaria (Duponchel, 1829)
- Isturgia murinaria (Denis & Schiffermüller, 1775)
- Isturgia perplexa Krüger, 2001
- Isturgia pulinda (Walker, 1860)
- Isturgia pygmaeata Krüger, 2001
- Isturgia roraria (Fabricius, 1776)
- Isturgia rubrior Hausmann, 1990
- Isturgia sengana
- Isturgia sparsaria
- Isturgia spodiaria (Lefebvre, 1832)
- Isturgia tennoa (Pinker, 1978)
- Isturgia virescens Krüger, 2001